# Oresbius rufinotus
Oresbius rufinotus là một loài tò vò trong họ Ichneumonidae.